# Cedric Schiemenz
Cedric Schiemenz (* 1. März 1999 in Berlin) ist ein deutscher Eishockeyspieler, der seit Juli 2025 bei den Blue Devils Weiden aus der DEL2 unter Vertrag steht und dort auf der Position des Centers spielt. Zuvor war Schiemenz unter anderem für die Eisbären Berlin, Schwenninger Wild Wings, Düsseldorfer EG, Iserlohn Roosters, Löwen Frankfurt und Fischtown Pinguins Bremerhaven in der Deutschen Eishockey Liga (DEL) aktiv.

## Karriere

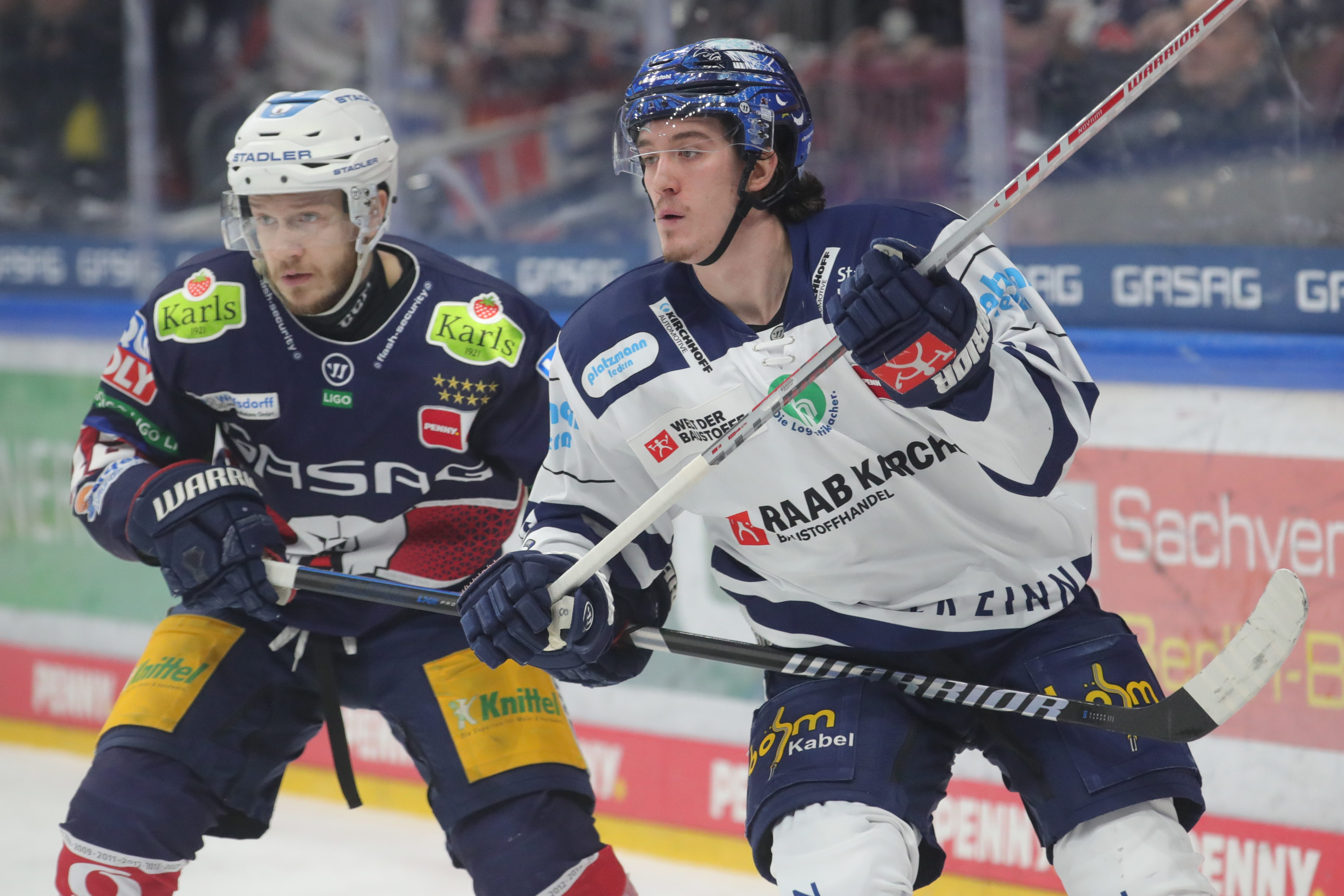
Schiemenz (rechts) im Trikot der Iserlohn Roosters (2023)

Schiemenz verbrachte seine Zeit im Nachwuchs bis zum Jahr 2015 bei den Eisbären Juniors Berlin, ehe es ihn dann zum EC Red Bull Salzburg zog. Dort spielte Schiemenz eine Saison in der von der Red Bull GmbH unterstützten Nachwuchsakademie des österreichischen Klubs. Anschließend wechselte der Stürmer für die Saison 2016/17 zu den Kitchener Rangers in die kanadische Juniorenliga Ontario Hockey League (OHL), nachdem ihn die Rangers beim CHL Import Draft 2016 in der ersten Runde als insgesamt 50. Spieler ausgewählt hatten. Im selben Jahr war er zudem von den Fargo Force aus der United States Hockey League (USHL) in deren Entry Draft in der 19. Runde an insgesamt 301. Position gezogen worden.
Im Sommer 2017 kehrte Schiemenz bereits wieder nach Deutschland zurück und debütierte im Profibereich bei den Dresdner Eislöwen in der DEL2. Dort absolvierte er 31 Spiele und bekam erneut die Chance sich in der OHL zu zeigen, da er die Spielzeit bei den Windsor Spitfires beendete. Die Spitfires hatten sich seine Dienste im Januar 2018 über die Waiver-Liste gesichert. Zur Saison 2018/19 nahmen ihn die Eisbären Berlin aus der Deutschen Eishockey Liga (DEL) unter Vertrag. Schiemenz kam jedoch fast ausschließlich beim Kooperationspartner Lausitzer Füchse in der DEL2 zum Einsatz. Er war in dieser Saison lediglich dreimal in der DEL aufgelaufen. Zwischen 2019 und 2021 spielte Schiemenz für die Schwenninger Wild Wings, wo es ihm in der Saison 2019/20 gelang, sich in der DEL als Stammspieler zu etablieren. Zudem bekam der Angreifer mittels einer Förderlizenz ein Zweitspielrecht für Teams aus der DEL2 – zunächst die Ravensburg Towerstars und anschließend den EHC Freiburg.
Ab Juni 2021 stand Schiemenz im Aufgebot der Düsseldorfer EG, für die er bis zum Ende der Spielzeit 2022/23 aktiv war. Anschließend wechselte er zur Saison 2023/24 für ein Jahr zu den Iserlohn Roosters. Im Mai 2024 stellten die Löwen Frankfurt den Stürmer als Neuzugang für das Spieljahr 2024/25 vor. Das Arbeitsverhältnis wurde aber noch vor Jahresfrist Ende Dezember 2024 durch ein Leihgeschäft zum Ligakonkurrenten Fischtown Pinguins Bremerhaven bis zum Saisonende unterbrochen. Zur Saison 2025/26 unterzeichnete Schiemenz einen Vertrag bei den Blue Devils Weiden aus der DEL2.

### International
Schiemenz war von der U16 bis zur U20 in der Nachwuchsmannschaften des Deutschen Eishockey-Bundes vertreten. Sein einziges internationales Turnier bestritt er mit der U18-Junioren-Weltmeisterschaft der Division IA 2017, die die Deutschen auf dem fünften Platz abschlossen. Im Verlauf der Saison 2023/24 debütierte der Stürmer in der deutschen A-Nationalmannschaft.

## Karrierestatistik
Stand: Ende der Saison 2024/25

### International
Vertrat Deutschland bei:
- U18-Junioren-Weltmeisterschaft der Division IA 2017

(Legende zur Spielerstatistik: Sp oder GP = absolvierte Spiele; T oder G = erzielte Tore; V oder A = erzielte Assists; Pkt oder Pts = erzielte Scorerpunkte; SM oder PIM = erhaltene Strafminuten; +/− = Plus/Minus-Bilanz; PP = erzielte Überzahltore; SH = erzielte Unterzahltore; GW = erzielte Siegtore; 1 Play-downs/Relegation; Kursiv: Statistik nicht vollständig)